# キャメラを止めるな!
『キャメラを止めるな!』（キャメラをとめるな!、原題: Coupez!、英題: Final Cut）は、2022年のフランスのゾンビ映画。主演はロマン・デュリスとベレニス・ベジョ。
2017年に日本で制作された『カメラを止めるな!』を、ミシェル・アザナヴィシウス監督がフランスでリメイクした作品である。
オリジナル版でプロデューサー役を演じた竹原芳子も、本作にマダム・マツダ役にて出演している。

## キャスト
※括弧内は日本語吹替。
- レミー: ロマン・デュリス（多田野曜平）
  - 劇中劇の役名は、ヒグラシ（監督役）
- ナディア: ベレニス・ベジョ（三石琴乃）
  - 劇中劇の役名は、ナツミ（メイク役）
- フィリップ: グレゴリー・ガドゥボワ（石住昭彦）
  - 劇中劇の役名は、ホソダ（カメラマン役）
- ラファエル: フィネガン・オールドフィールド（フランス語版）（浪川大輔）
  - 劇中劇の役名は、ケン（俳優役）
- アヴァ: マチルダ・ルッツ（戸松遥）
  - 劇中劇の役名は、チナツ（女優役）
- アーメル: セバスチャン・シャサーニュ（フランス語版）（後藤ヒロキ）
  - 劇中劇の役名は、ヤマコシ（助監督役）
- ジョナタン: ラファエル・クエナード（赤坂柾之）
  - 劇中劇の役名は、アキラ（録音役）
- ムニール: リエス・セーラム（フランス語版）（武内駿輔）
- ロミー: シモーヌ・アザナヴィシウス（森千晃）
- ロラ: アニエス・ウーステル（フランス語版）（和優希）
- フレド: チャーリー・デュポン（フランス語版）（裕樹）
- ジョアナ: ルアナ・バイラミ（フランス語版）（川上ひろみ）
- マノン: ライカ・アザナヴィシウス（寺西はる）
- ファティ: ジャン＝パスカル・ザディ（フランス語版）（佐藤せつじ）
- マダム・マツダ: 竹原芳子（竹原芳子）

その他の日本語吹替版声優
- 東内マリ子（アシスタント〈成田結美[6]〉）、京花優希（エドウィナ）、堀総士郎（ギャビー〈イヴォン・マルタン（フランス語版）〉）、葛原詩織（メラニー〈フローレンス・ヤナス〉）、田中美海（イリス〈マリー・プショー〉）、中井美琴（ソフィー〈レア・ミレー〉）、濱津隆之（特別出演）

## スタッフ
- 監督・脚本: ミシェル・アザナヴィシウス
- 製作: ノエミー・デヴィード、ブラヒム・シウア（フランス語版）、ミシェル・アザナヴィシウス、ヴィンセント・マラヴァル（フランス語版）、アラン・デ・ラ・マタ、ジョン・ペノッティ
- 撮影: ジョナタン・リケブール
- プロダクション・デザイン: ジョアン・ル・ボル
- 編集: ミカエル・デュモンティエ、ミシェル・アザナヴィシウス
- 音楽: アレクサンドル・デスプラ
- 衣装: ヴィルジニー・モンテル

## 製作
ミシェル・アザナヴィシウス監督は以前から映画撮影を題材としたコメディを構想しており、新型コロナウイルス感染症のロックダウン中に長いワンテイクのアイデアを中心としたストーリー構想を練り、プロデューサーのヴィンセント・マラヴァルに話を持ちかけたところ、マラヴァルが共通点の多い『カメラを止めるな!』のリメイク権を取得していたことからリメイクの製作が開始された。
2021年5月には制作が正式に発表され、オリジナル版の監督を務めた上田慎一郎は「映画は、お国柄や国民性が色濃く出ます。カメ止めが、フランスの地で、フランスの方々によって創られる事でどう生まれ変わるのか?今から楽しみでなりません。カメ止めは「ものづくりの楽しさ」を描いた映画でもあります。創り手の皆さん自身がものづくりを思いっきり楽しんで撮影して頂ければ嬉しいなと思います。」とコメントした。
撮影は2021年4月19日にパリで開始され、原作に忠実であるために監督は6週間、400万ユーロ（約5億6000万円）と短期間・低予算の撮影で臨み、冒頭32分の作中劇はオリジナル版と異なりカットがあるものの、数週間の準備と4日間の撮影を要した。
なお、本作には監督の妻であるベレニス・ベジョに加え、娘のシモーヌ、姪のライカ・アザナヴィシウスが出演しており、オリジナル版に出演していた竹原芳子も出演している。
日本では日本語吹替版も製作され、オリジナル版監督の上田が監修した。

## 公開
本作は2022年1月に開催されたサンダンス映画祭でプレミア上映される予定であったが、新型コロナウイルス感染症のオミクロン株が猛威を振るっている状況を踏まえて対面上映が中止されたことから上映をキャンセルし、5月に開催された第75回カンヌ国際映画祭にてオープニング作品としてプレミア上映された。レッドカーペットには監督やキャストに加えて、竹原芳子も参加した。
フランスでは当初6月15日に公開を予定していたが、カンヌ国際映画祭にてプレミア上映されることからプレミア上映日の5月17日に繰り上げた。公開初日は試写1万1,940人を含む2万2,719人の入場者数で興行収入トップとなり、公開1週間で動員10万526人で『ドクター・ストレンジ/マルチバース・オブ・マッドネス』(37万4,405人)に次ぐ第2位を記録した。
また、フランス国内でのタイトルは当初、フランスで「Zシリーズ」、アメリカで「B級映画」と呼ばれるゾンビコメディにインスパイアされて付けた「Z (Comme Z)」であったが、ウクレイニアン・インスティテュートはアザナヴィシウス監督とプレミア上映されるカンヌ国際映画祭に対して「Z」という文字はロシア軍のウクライナ侵攻のシンボルであり、侵攻を支持し軍国主義の象徴となるとして改名するように促した。監督はタイトルを変更するのは遅すぎるとし、映画祭期間中は国際タイトルである『Final Cut』のみを使用するとしていたが、最終的には撮影現場での「カット!」を意味する「Coupez !」と改名することに決定した。

## 評価
アロシネによれば、フランスの38のメディアによる評価の平均点は5点満点中3.8点である。